# Justin Timberlake: Live from London
Justin Timberlake: Live from London este primul abum video live al compozitorului și cântărețului american Justin Timberlake. Albumul a fost lansat pe 15 decembrie 2003 de către Jive Records. Conține interpretarea live al lui Timberlake din London Arena pe 18 mai 2003.

## Lista pieselor
| DVD |                            |         |  |
| Nr. | Titlu                      | Lungime |  |
| 1.  | „Intro”                    |         |  |
| 2.  | „Rock Your Body”           |         |  |
| 3.  | „Right for Me”             |         |  |
| 4.  | „Gone/Girlfriend/Señorita” |         |  |
| 5.  | „Nothin' Else”             |         |  |
| 6.  | „Tap Dance”                |         |  |
| 7.  | „Cry Me a River”           |         |  |
| 8.  | „Like I Love You”          |         |  |

| DVD (bonus) |                                     |         |  |
| Nr.         | Titlu                               | Lungime |  |
| 9.          | „Tour Photo Diary”                  |         |  |
| 10.         | „I'm Lovin' It” (videoclip muzical) |         |  |

| Bonus Audio CD |                                       |                                                                        |                             |         |  |
| Nr.            | Titlu                                 | Autor(i)                                                               | Producer(s)                 | Lungime |  |
| 1.             | „I'm Lovin' It”                       | Pharrell Williams Tom Batoy Andreas Forberger Franco Tortora           | The Neptunes                |         |  |
| 2.             | „Worthy Of”                           | Justin Timberlake Carvin Haggins Ivan Barias Frank Romano Valvin Roane | Haggins and Barias          |         |  |
| 3.             | „Rock Your Body” (Paul Oakenfold Mix) | Justin Timberlake Chad Hugo Pharrell Williams                          | The Neptunes Paul Oakenfold |         |  |
| 4.             | „Señorita” (Eddie Arroyo Radio Mix)   | Justin Timberlake Chad Hugo Pharrell Williams                          | The Neptunes Eddie Arroyo   |         |  |

## Topuri
| Top (2004)                   | Poziția de top |
| ---------------------------- | -------------- |
| US Billboard Music DVD Chart | 11             |

## Certificații
| Regiune | Certificări | Vânzări |
| --- | ----------- | ------- |
| Australia (ARIA)                                                                                           | Aur         | 17,500^ |
| Regatul Unit (BPI)                                                                                         | Aur         | 25,000^ |
| Statele Unite (RIAA)                                                                                       | Aur         | 50,000^ |
| *cifrele de vânzări sunt bazate pe un singur certificat ^cifrele cargo sunt bazate pe un singur certificat |             |         |

## Datele lansării
| Țară         | Dată              | Casa de discuri | Ref.  |
| ------------ | ----------------- | --------------- | ----- |
| Germania     | 15 decembrie 2003 | Sony            | [ 6 ] |
| Regatul Unit | 15 decembrie 2003 | RCA             | [ 7 ] |
| SUA          | 16 decembrie 2003 | Jive            | [ 8 ] |